# 카스피해
카스피해(영어: Caspian Sea, 문화어: 까스삐해)는 세계에서 가장 큰 내륙 수역으로, 세계에서 가장 큰 호수로 묘사되며 보통 완전한 바다로 언급된다. 내륙유역으로서, 유럽과 아시아 사이에 위치하며, 캅카스의 동쪽, 중앙아시아의 광활한 스텝 서쪽, 동유럽 남부 러시아의 비옥한 평원 남쪽, 산악 이란고원의 북쪽이다. 카스피해는 371,000 km²의 표면적(동쪽의 고염분 석호인 카라보가스골만을 제외)을 차지하며, 이는 일본의 면적과 거의 같고, 78,200 km³의 부피를 가진다. 염도는 약 1.2%(12 g/L)로, 평균 해수 염도의 약 3분의 1이다. 북동쪽으로는 카자흐스탄, 북서쪽으로는 러시아, 남서쪽으로는 아제르바이잔, 남쪽으로는 이란, 남동쪽으로는 투르크메니스탄과 접경한다. 카스피해라는 이름은 고대 이란계 카스피족에서 유래되었다.
이 바다는 남북으로 1,200 km 뻗어 있으며, 평균 폭은 320 km이다. 총 면적은 386,400 km²(이며 해수면은 해발 약 27 m 아래에 있다. 주요 담수 유입원인 유럽에서 가장 긴 강인 볼가강은 얕은 북쪽 끝에서 들어온다. 두 개의 깊은 분지가 중앙과 남부 지역을 형성한다. 이로 인해 온도, 염도, 생태계에 수평적 차이가 발생한다. 남쪽 해저는 해수면 아래 1,023 m에 도달하며, 이는 바이칼호와 탕가니카호 다음으로 지구상에서 세 번째로 낮은 자연적 비해양성 저지대이다.
371,000 평방 킬로미터의 표면적을 가진 카스피해는 슈피리어호(82,000 평방 킬로미터)보다 거의 5배나 크다. 카스피해는 다양한 종의 서식지이며 캐비아와 석유 산업으로 유명하다. 석유 산업의 오염과, 이 바다로 흘러드는 강들에 건설된 댐은 생태계에 해를 끼쳤다. 21세기 동안 지구 온난화와 사막화 과정으로 인해 해수면이 9-18 m 감소하여 에코사이드로 이어질 것으로 예측된다.

## 지리
카스피해는 러시아(다게스탄 공화국, 칼미크 공화국, 아스트라한주), 아제르바이잔, 이란(길란주, 마잔다란주, 골레스탄주), 투르크메니스탄, 카자흐스탄 사이에 있다. 아조프해와 쿠마마니치 운하, 볼가-돈 운하로 연결되어 있다. 쿠마마니치 운하에는 배가 다닐 수 없다. 볼가-돈 운하로 돌아가는 루트를 단축하기 위해 쿠마마니치 운하를 유라시아 운하로 확장할 계획이 있다.

## 분쟁 문제
카스피해 주변 국가 간에 10년에 이르는 영해 확정협의가 계속되고 있다. 카스피해를 바다로 할 것인지 호수로 할 것인지, 특히 3가지가 문제가 된다. 즉 광물 자원(석유. 천연가스), 어업, 그리고 국제 수역으로서 입지. 특히 흑해나 발트해에 달하는 볼가강으로의 연결은 내륙국인 아제르바이잔, 투르크메니스탄, 카자흐스탄에게 있어 중요하다. 카스피해는 바다로서는 국외선의 통과를 허락하는 국제 조약이 유효하게 되었지만, 호수가 되면 의무가 없어진다. 이것에는 환경 문제도 관계한다. 또, 카스피해에서는 구 소련의 함정을 이어받은 러시아 해군의 위용이 막강하다.
2018년 8월 바다와 호수 중간의 특수 지위로 하는 협상이 타결되었다.

## 같이 보기
- 텡기스 평원
- 볼가-돈 운하
- 캅카스
- 중앙아시아